# Barcelona (filme)
Barcelona é um filme de comédia de 1994 escrito e dirigido por Whit Stillman e ambientado em Barcelona, na Espanha. O filme é estrelado por Taylor Nichols, Chris Eigeman e Mira Sorvino.

## Sinopse
O personagem principal é um vendedor de Chicago chamado Ted Boynton, que vive e trabalha em Barcelona no início de 1980. O primo de Ted, Fred, um oficial naval, de forma inesperada vem para ficar com Ted no início do filme. Fred foi enviado para Barcelona para servir de relações públicas em nome de uma frota dos Estados Unidos programada para chegar mais tarde.
Os primos têm uma história de conflitos desde a infância a que o filme se refere várias vezes. Ted e Fred desenvolvem, então, relações com várias mulheres solteiras em Barcelona, e experimentam as reações negativas de alguns dos moradores locais em relação ao contexto político da presença de Fred. Ted também enfrenta possíveis problemas com seu empregador americano, e com o conceito de atração pela beleza física.

## Elenco
- Taylor Nichols como Ted Boynton
- Chris Eigeman como Fred Boynton
- Tushka Bergen como Montserrat Raventos
- Mira Sorvino como Marta Ferrer
- Pep Munné como Ramon
- Hellena Schmied como Greta
- Nuria Badia como Aurora Boval
- Jack Gilpin como o cônsul
- Thomas Gibson como Dickie Taylor

## Recepção
No agregador de críticas Rotten Tomatoes, Barcelona tem uma taxa de aprovação de 81% baseada em 36 avaliações, com média de 6,7/10. O Metacritic, que usa uma média ponderada, atribuiu ao filme uma pontuação de 74 em 100, baseada em sete avaliações, indicando críticas "geralmente favoráveis".

### Listas de fim de ano
- 5.º – Bob Strauss, Los Angeles Daily News[3]
- 7.º – Yardena Arar, Los Angeles Daily News[3]
- 8.º – Todd Anthony, Miami New Times[4]
- Top 9 (sem posição) – Dan Webster, The Spokesman-Review[5]
- Top 10 (listados alfabeticamente, sem posição) – Steve Murray, The Atlanta Journal-Constitution[6]
- Top 10 (sem posição) – Betsy Pickle, Knoxville News-Sentinel[7]
- Melhores do ano (sem posição) - Jeffrey Lyons, Sneak Previews[8]
- Melhores "subestimados" (sem posição) – Dennis King, Tulsa World[9]